# Rothia metagrius
Rothia metagrius är en fjärilsart som beskrevs av Butler 1880. Rothia metagrius ingår i släktet Rothia och familjen nattflyn. Inga underarter finns listade.